# Christine Brooke-Rose
Christine Brooke-Rose (* 16. Januar 1923 in Genf; † 21. März 2012 in Cabrières-d’Avignon, Département Vaucluse) war eine britische Schriftstellerin, die von der Literaturkritik wegen ihrer experimentellen Romane gefeiert wurde und als Vertreterin der konkreten und visuellen Poesie sowie der minimalistischen Definition in der Phantastik angesehen wird.

## Leben

### Zweiter Weltkrieg und Studium
Christine Brooke-Rose, Tochter eines englischen Vaters sowie einer schweizerisch-amerikanischen Mutter, lernte in ihrer Kindheit neben Französisch auch Englisch und Deutsch. 1929 trennten sich ihre Eltern, und nachdem ihr Vater 1934 verstarb, zog sie mit ihrer Mutter nach Brüssel sowie anschließend 1936 nach Großbritannien.
Während des Zweiten Weltkrieges diente sie als Offizier in der Women’s Auxiliary Air Force (WAAF) und befasste sich als eine der Frauen in Bletchley Park bei der Government Code and Cypher School (GC&CS) mit Beurteilung abgefangener Nachrichten der deutschen Wehrmacht. In ihren späteren Memoiren Remake (1996) gab sie einen nicht-chronologischen Bericht über ihre dortigen Erfahrungen und beschrieb Bletchley Park (BP) als „ein erstes Training des Verstandes, eine erste Universität“ (‚a first training of the mind, a first university‘). Letztlich halfen ihr diese Erfahrungen, Romanautorin zu werden, und ermöglichten es ihr, sich der Standpunkte der Anderen bewusst zu werden. In Bletchley Park traf sie auch Rodney Bax, den sie 1944 heiratete. Allerdings wurde diese Ehe noch vor Jahresende wieder annulliert.
1948 heirateten Christine Brooke-Rose und der polnische Schriftsteller Jerzy Peterkiewicz, von dem sie sich 1975 scheiden ließ. Zu dieser Zeit absolvierte sie ein Studium der Anglistik am Somerville College der University of Oxford und schloss dieses Studium 1949 mit einem Bachelor of Arts (B.A. English) ab. Ein anschließendes Studium im Fach Mittelenglische Sprache am University College London beendete sie 1954 mit einem Philosophiae Doctor (Ph.D.).

### Literarisches Werk

#### Literarisches Debüt und erste experimentelle Werke
Während Peterkiewicz an einer beinahe tödlichen Krankheit litt, begann Christine Brooke-Rose mit dem Verfassen ihres ersten Romans The Language of Love (1957), von dem ein großer Teil im Lesesaal des British Museum spielte. Auch The Sycamore Tree (1958) handelte wieder von Londoner Intellektuellen, während ihr dritter Roman, The Dear Deceit (1960), erste erzählerische Experimente beinhaltete. Darin begibt sich ein Mann auf die Spuren des Lebens seines verstorbenen Vaters, und zwar rückwärts vom Tod zur Geburt.
Während dieser Zeit arbeitete sie außerdem als Literaturkritikerin und freie Journalistin für Tageszeitungen und Zeitschriften wie New Statesman, The Observer, The Sunday Times und The Times Literary Supplement.
1962 unterzog sie sich einer Nieren-Operation, woraufhin ihr erster tatsächlich experimenteller Roman Out (1964) entstand, der mit dem formal abenteuerlichen Nouveau roman La Jalousie (1957) von Alain Robbe-Grillet verglichen wurde. Damit wurde sie zu einem „nouveau romancier“, wenngleich sie später diese Bezeichnung verachtete, jedoch den Einfluss von Robbe-Grillet, dessen Romane sie ins Englische übersetzte, eingestand. Out wurde von einem Weißen erzählt, und stellte die Rassendiskriminierung in den Nachwirren eines Atomkrieges dar, nach dem weiße Haut für eine Strahlenkrankheit stand, während dunkle Haut als gesund galt.
Ihr Verleger lehnte die Veröffentlichung von Out ab. Der Literaturkritiker Frank Kermode schrieb:
„Aber sie war unerschrocken, denn sie hatte nun die Arbeit entdeckt, für die sie geboren war; jeder Roman danach war ein gelehrtes Spiel und sie hatte eine große Freude daran, ihre eigene Intelligenz zu testen und die Intelligenz ihrer Leser, die nun wesentlich geringer war.“
(‚But she was undismayed, for she had now discovered the work she was born to do; each book thereafter was an erudite game and she took great pleasure in it, testing her own intelligence and the intelligence of her readers, now a much reduced party‘).
Such (1966), für den sie den James Tait Black Memorial Prize erhielt, handelte von einem Psychologen, der sein eigenes Leben während einer halluzinatorischen Episode vor seinem Tod [...].

#### Experimentelle Werke und Lehrtätigkeit
Die vielschichtige und vielseitige Autorin war eine Verfechterin der Omission: In ihrem Roman Between (1968) ließ sie durchgängig das Verb „sein“ (‚to be‘) aus, um das desorientierte Gefühl der persönlichen Identität des Erzählers zu betonen, und wendete dieses Stilmittel ein Jahr vor dem Erscheinen des Romans La Disparition (1969) von Georges Perec an.
Kommerziell gesehen war sie jedoch aufgrund ihres experimentellen Stils in Großbritannien weitgehend unbekannt und blühte erst auf, nachdem sie sich 1968 von ihrem zweiten Ehemann trennte und nach Frankreich ging. Dort wurde sie 1969 Dozentin für Linguistik und englische Literatur an der neugegründeten Universität Paris VIII in Vincennes, einer Hochburg der 68er-Bewegung. 1975 übernahm sie schließlich dort eine Professur für englische und amerikanische Literatur sowie Literaturtheorie und lehrte dort bis zu ihrer Emeritierung 1988.
Neben ihrer Lehrtätigkeit verfasste sie mehrere literaturkritische Arbeiten wie A ZBC of Ezra Pound (1971), A Structural Analysis of Pound's Usura Canto: Jakobson's Method Extended and Applied to Free Verse (1976) sowie A Rhetoric of the Unreal: Studies in Narrative and Structure, Especially of the Fantastic (1981).
1975 inspirierte sie die Studenten ihres Kurses im Fach kreatives Schreiben dazu, gemeinschaftlich eine Erzählung zu schaffen. Das Abschlussergebnis, Thru (1975), verband Essays der Studenten mit handschriftlichen und maschinengeschriebenen Texten, Musiknoten, mathematischen Formeln, Diagrammen und Lebensläufen. In einem Interview räumte sie ein, dass diese selbstbewusste Dekonstruktion der Erzählweise mit Augenzwinkern „für ein paar Freunde der Erzähltheorie“ geschrieben wurde. Später schreibt sie: „It's a novel abut the textuality of text, the fictionality of fiction“, „my favourite“.

#### Emeritierung und autobiografische Romane
Nach ihrer Emeritierung 1988 ließ sie sich in einem kleinen Dorf bei Avignon nieder. Ihr Roman Textermination (1991) spielt auf einer Konferenz in San Francisco, die von Charakteren wie Jane Austen, Gustave Flaubert, T. S. Eliot, Thomas Pynchon, Philip Roth und Salman Rushdie besucht wird, die um potenzielle Leser bitten und die mit der Hilfe von Literaturkritikern für die Massen interpretiert werden.
In ihren autobiografischen Romanen Remake (1996) und Life, End of (2006) ließ sie das Wort „Ich“ (‚I‘) aus, und bezeichnete die Erzählerin stattdessen als „die alte Dame“ (‚the old lady‘). In ihrem 1998 erschienenen Roman Next, der 26 Erzähler hatte, deren Name mit jeweils einem anderen Buchstaben des Alphabets begann, ließ sie das Verb „haben“ (‚to have‘) aus, um dadurch die Entbehrungen der obdachlosen Londoner in diesem Buch zu betonen. Ihr zweiter Ehemann Jerzy Peterkiewicz – oder eine ihm ähnliche Person – war immer wieder Teil ihrer Bücher. In Life, End Of unterteilte der Erzähler die Menschheit in Wahre Freunde (True Friends, TFs) und Andere Leute (Other People, OPs), wobei der polnische Ex-Ehemann in diesen Memoiren als OP bezeichnet wird.
2002 veröffentlichte sie einen Band mit Literaturkritiken, und nannte diesen in Anlehnung an den französischen Philosophen, Literaturkritiker und Schriftsteller Roland Barthes Invisible Author, wobei sie das Thema des Auslöschens und Weglassens auch hier fortsetzte.
Zahlreiche Kritiker lobten ihre Werke, auch wenn vieles schwer verständlich war, aber auch angenehm für diejenigen, die die zu Grunde liegende Theorie der Omission nicht kannten. Ellen G. Friedman stellte sie auf eine Stufe mit Autorinnen der experimentellen Literatur wie Dorothy Richardson, Virginia Woolf und Gertrude Stein, deren Romane „die feste Architektur der Meistererzählung explodieren lassen“ (‚explode the fixed architecture of the master narrative‘). Frank Kermode führte aus, dass ihre Originalität und ihre Fähigkeiten „ein größeres Maß an Bewunderung und Respekt, als wir es ihr bisher entgegengebracht haben“ (‚a greater measure of admiration and respect than we have so far chosen to accord them‘), verdient hätten.

## Veröffentlichungen
Ihr schriftstellerisches Gesamtwerk umfasste 16 Romane, fünf Bände mit Literaturkritik und mehrere Sammlungen von Kurzgeschichten und Gedichten.
- Gold, 1954
- A grammar of metaphor, 1958
- The sycamore tree, 1958
- The dear deceit, a novel, 1960
- The middle-men, 1961
- Out, 1964
- Such, 1966
- Between, 1968
- Go when you see the green man walking, 1970
- A ZBC of Ezra Pound, 1971
- Thru, 1975
- A structural analysis of Pound's Usura canto, 1976
- A Rhetoric of the Unreal, 1981
- Amalgamemnon, 1984
- The Christine Brooke-Rose omnibus, 1986
- Xorandor, 1986
- Verbivore, 1990
- Textermination, 1991
- Stories, theories, and things, 1991
- Remake, 1996
- Next, 1998
- Subscript, 1999
- Invisible author, 2002
- Life, End Of, 2006